# YM (Selektivnährboden)
Das YM-Medium und der YM-Agar (engl.: Yeasts (Hefe) and Molds (Schimmelpilz)) wird in der Mikrobiologie verwendet zur Kultivierung von säureliebenden (acidophilen) Hefen und Pilzen. Durch seinen sauren pH-Wert verhindert es die Vermehrung von Bakterien und anderen säureintoleranten Organismen im Medium. Es kann für eine Flüssigkultur verwendet werden oder mittels Agar-Agar zu einem festen Nährboden verfestigt werden.
Der Nährboden besteht aus (Angaben in Gramm pro Liter):
- Hefeextrakt 3,0
- Malzextrakt 3,0
- Pepton 5,0
- Dextrose (Glucose) 10,0
- Agar-Agar 20,0